# Васо Брайович
Васос Мавровуниотис с рождено име Васо Брайович, наричан още Васо Черногореца, е герой от гръцкото освободително движение.  

## Биография
На младини Васо става хайдутин, а с избухването на гръцкото въстание през 1821 г. Васо формира разнороден отряд от 120 бойци от родните предели и заедно с присъединили се местни се включва в бойните действия на страната на въстаниците. 
През 1822 г. Васо и неговият отряд участват в първата обсада на Акропола на Атина, а през 1824 г. по време на гражданската война е на правителствена страна срещу морейците на Теодорос Колокотронис и Петрос Мавромихалис. За заслуги по това време е удостоен с чин генерал и му поверен корпус от 1500 войници.
В началото на 1825 г. ливанският емир Башир Шихаб II, готвейки се да въстане срещу османците, иска военна подкрепа от революционна Гърция. Гръцкото правителство, въпреки трудната ситуация в която се намира, решава по стратегически съображения да подкрепи ливанците. През март 1825 г. флотилията на Спецес напуска остров Кеа, на борда на която има експедиционна сила от 1000 гръцки паликарета под командването на Николаос Криезотис и Мавровуниотис. Десантна операция близо до град Бейрут е успешна, но изненадващо паликарите се налага да се бият както срещу турците, така и срещу Башир, който ги е повикал на помощ. Въпреки този провал, паликарите се измъкват без големи загуби. В края на това безславно приключение флотилията и корпусът незабавно са изпратени на остров Евбея, където участват в спасяването на експедиционния корпус под командването на френския филелинин Никола Фавие.
През август 1826 г. Васо участва в битката при Гайдари, в близост до Атина – под командването на Георгиос Караискакис.
На 27 януари 1827 г. участва в битката при Каматеро, отново в близост до Атина, а през ноември 1828 г. начело на корпус от 1000 войници под командването на Дмитрий Ипсиланти печели битката при Мартино, след която през юли 1829 г. участва в последните битки около Атина. С установяването на монархията в Гърция през 1830 г. той е сред приближените на крал Отон I Гръцки. Умира на 9 юни 1847 г. в Атина, малко преди Йоанис Колетис.
Васо Брайович се жени през 1826 г. за Хелена Пангалу, от която има двама сина. Единият от синовете му Тимолеон Васос е генерал, борейки се за еносис на остров Крит.

## Източник
- Dragan Bošković: Da se ne zaboravi: VASO BRAJOVIĆ, GRČKI JUNAK I HEROJ